# Наленч, Мацей
Мачей Наленч (пол. Maciej Nałęcz, 27 апреля 1922, Варшава — 6 февраля 2009, Варшава) — польский учёный, специалист в области биокибернетики и электротехники, профессор, доктор наук, академик, член Польской академии наук, иностранный член РАН (1991); иностранный член АН СССР (с 1976).
Создатель биомедицинской инженерии в Польше, организатор и многолетний директор Института биокибернетики и биомедицинской инженерии Польской академии наук, получившего его имя в 2010 году. Член Польского национального комитета по сотрудничеству с Постоянной комиссией Пагуошской конференции по науке и международным делам. Депутат Сейма Польской Народной Республики 9-го созыва.

## Биография
Детство провёл в США, где начал своё образование. Вернулся в Польшу в 1930 году, продолжил учиться в Белостоке и Варшаве; Вторая мировая война прервала его учёбу в физико-математической школе. Учёбу во время оккупации продолжил в электротехнической средней школе, затем начал обучение в Государственном высшем техническом училище. Мобилизован в 1944 г. в Войско Польское; в 1-й армии получил звание старшего сержанта и был демобилизован в 1947 году. В следующем году работал над своей диссертацией о влиянии электромагнитных полей на рост растений, участвуя в трехмесячном летнем проекте иностранных студентов в Массачусетсе. В 1949 году окончил электротехнический факультет Варшавского Политехнического института.

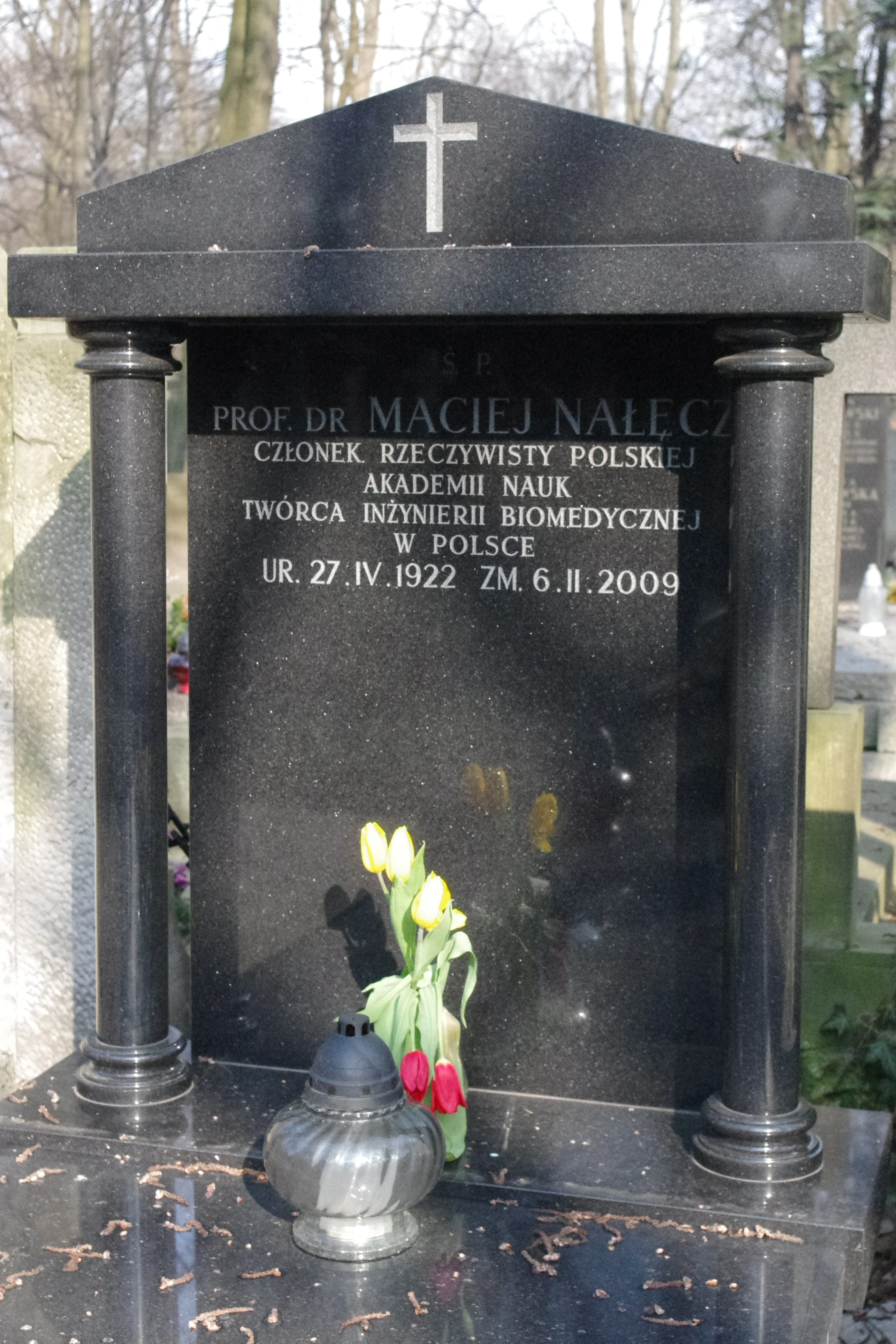
Могила Наленча

В последующие годы занимался исследованиями в области электротехники. В 1952—1956 годах был учёным секретарём Электротехнического комитета Польской академии наук. После присвоения звания доцента в 1962 году работал над проблемами в области автоматизации, организовав, в частности, Институт автоматизации Польской академии наук в Варшаве. С 1972 года занимался исследованиями в области биокибернетики и биомедицинской инженерии. Стал членом-корреспондентом Польской академии наук в 1967 году и действительным членом АН в 1974 году.
Труды по элементам автоматики, бионике, системам управления технологическими процессами. Исследования профессора Наленча способствовали созданию польской искусственной почки и искусственной поджелудочной железы, он проводил исследования на магнитокардиографе, а также галотронном механокардиографе и по биохимическим методам определения уровня сахара в крови.
Похоронен на кладбище Старые Повонзки.

## Источник
- Большая советская энциклопедия : [в 30 т.] / гл. ред.  А. М. Прохоров. — 3-е изд. — М. : Советская энциклопедия, 1969—1978.
- Большой Энциклопедический словарь (БЭС)